# Necpaly
Necpaly este o comună slovacă, aflată în districtul Martin din regiunea Žilina, pe malul râului Necpalský potok⁠(d). Localitatea se află la altitudinea de 510 m deasupra n.m., se întinde pe o suprafață de 42,17 km2 și în 2017 număra 945 de locuitori. Se învecinează cu Belá-Dulice, Žabokreky și Blatnica.

## Istoric
Localitatea Necpaly este atestată documentar din 1282.

## Demografie
| An:                | 1994 | 2004   | 2014   | 2024    |
| ------------------ | ---- | ------ | ------ | ------- |
| Număr de persoane: | 798  | 826    | 888    | 1023    |
| Diferență:         |      | +3,50% | +7,50% | +15,20% |

| An:                | 2023 | 2024   |
| ------------------ | ---- | ------ |
| Număr de persoane: | 1019 | 1023   |
| Diferență:         |      | +0,39% |